# Neobrachypterus pygmaeus
Neobrachypterus pygmaeus är en skalbaggsart som beskrevs av Josef Jelínek 1979. Neobrachypterus pygmaeus ingår i släktet Neobrachypterus och familjen kullerglansbaggar. Inga underarter finns listade i Catalogue of Life.